# Sanremo Giovani 2023
La diciassettesima edizione del concorso Sanremo Giovani si è svolta a Sanremo il 19 dicembre 2023, con la conduzione di Amadeus.
Come già accaduto nelle edizioni 2018, 2021 e 2022 il concorso sostituisce la sezione Nuove proposte del Festival di Sanremo: durante la serata, i 12 finalisti del concorso, selezionati da una commissione musicale tra 564 candidati, si sono esibiti e sono stati valutati da una giuria composta dalla commissione musicale e dal direttore artistico. I primi tre classificati della serata hanno ottenuto il diritto di partecipare con un nuovo pezzo inedito al Festival di Sanremo 2024, aggiungendosi agli altri ventisette partecipanti al Festival.

## Cantanti
I primi otto artisti concorrenti alla finale di quest'edizione di Sanremo Giovani sono stati annunciati l'11 novembre 2023, mentre gli ultimi quattro, i vincitori dell'edizione 2023 di Area Sanremo, sono stati annunciati il 26 novembre successivo.
| Interprete     | Canzone          | Autori                                                                 |
| -------------- | ---------------- | ---------------------------------------------------------------------- |
| Bnkr44         | Effetti speciali | A. Locci, D. Belli, D. Lombardi, D. Caponi, M. Vittiglio e P. Serafini |
| Clara          | Boulevard        | C. Soccini e D. Magro                                                  |
| Dipinto        | Criminali        | A. Di Pinto, R. Castagnola e S. Tartuffo                               |
| Fellow         | Alieno           | F. Castello, L. Zaccaria e M. Canova Iorfida                           |
| GrenBaud       | Mama             | S. Buratti e M. A. Strobino                                            |
| Jacopo Sol     | Cose che non sai | J. Porporino, C. Russo, N. Lazzarin e V. De Nicola                     |
| Lor3n          | Fiore d'inverno  | L. Iavagnilio                                                          |
| Nausica        | Favole           | A. Canini, C. Avarello, C. Foddanu, E. Bertelli e G. Petralia          |
| Omini          | Mare forza 9oi   | F. Roccati, G. Pastorino e M. Bitossi                                  |
| Santi Francesi | Occhi tristi     | A. de Santis, A. Filippelli, C. del Bono e M. L. Francese              |
| Tancredi       | Perle            | A. Antonini, G. Colombo e T. Cantù Rajnoldi                            |
| Vale LP        | Stronza          | A. Bonomo, M. Cianchi, S. Guzzino e V. Sanseverino                     |

## Finale
La finale del concorso è andata in onda il 19 dicembre 2023 in diretta su Rai 1 dal teatro del Casinò di Sanremo con la conduzione di Amadeus.
I 12 artisti sono stati votati dal direttore artistico e dalla Commissione musicale del Festival, che hanno votato in maniera disgiunta l'uno dall'altra, hanno decretato i tre artisti che accedono al Festival di Sanremo 2024 e i rispettivi inediti.
     Accede al Festival di Sanremo 2024
| Ordine di uscita | Interprete     | Canzone          | Posizione |
| ---------------- | -------------- | ---------------- | --------- |
| 1                | GrenBaud       | Mama             | 4         |
| 2                | Clara          | Boulevard        | 1         |
| 3                | Bnkr44         | Effetti speciali | 2         |
| 4                | Lor3n          | Fiore d'inverno  | 4         |
| 5                | Nausica        | Favole           | 4         |
| 6                | Dipinto        | Criminali        | 4         |
| 7                | Santi Francesi | Occhi tristi     | 2         |
| 8                | Tancredi       | Perle            | 4         |
| 9                | Vale LP        | Stronza          | 4         |
| 10               | Fellow         | Alieno           | 4         |
| 11               | Omini          | Mare forza 9oi   | 4         |
| 12               | Jacopo Sol     | Cose che non sai | 4         |

## Commissione musicale
La commissione musicale incaricata di selezionare gli artisti per Sanremo Giovani era composta da
- Amadeus
- Leonardo De Amicis
- Federica Lentini
- Massimo Martelli

## Ascolti
| Messa in onda    | Telespettatori | Share  |
| ---------------- | -------------- | ------ |
| 19 dicembre 2023 | 1 806 000      | 14,40% |